# ۱۹۴۱ (فیلم)
۱۹۴۱ یک فیلم کمدی آمریکایی محصول سال ۱۹۷۹، به کارگردانی استیون اسپیلبرگ و نویسندگی رابرت زمکیس و باب گیل است. در این فیلم بازیگرانی همچون دن آیکروید، ند بیتی، جان بلوشی، جون کندی، کریستوفر لی، توشیرو میفونه و رابرت استاک نقش‌آفرینی کرده‌اند.